# Tartarocreagris infernalis
Espèce
Synonymes
- Microcreagris infernalis Muchmore, 1969
- Microcreagris reddelli Muchmore, 1969

Tartarocreagris infernalis est une espèce de pseudoscorpions de la famille des Neobisiidae.

## Distribution
Cette espèce est endémique du Texas aux États-Unis. Elle se rencontre dans des grottes dans les comtés de Williamson et de Travis.

## Description
La femelle holotype mesure 3,8 mm.
Tartarocreagris infernalis mesure de 2,95 à 5,10 mm. Ce pseudoscorpion est anophtalme.

## Systématique et taxinomie
Cette espèce a été décrite sous le protonyme Microcreagris infernalis par Muchmore en 1969. Elle est placée dans le genre Tartarocreagris par Ćurčić en 1984. Microcreagris reddelli a été placée en synonymie par Muchmore en 2001.

## Publication originale
- Muchmore, 1969 : New species and records of caveraicolous pseudoscorpions of the genus Microcreagris (Arachnida, Chelonethida, Neobisiidae, Ideobisiinae) American Museum Novitates, no 2392, p. 1-21 (texte original).